# Tanjung Raja (Cukuh Balak)
Tanjung Raja is een bestuurslaag in het regentschap Tanggamus van de provincie Lampung, Indonesië. Tanjung Raja telt 736 inwoners (volkstelling 2010).